# Groutiella reesei
Groutiella reesei är en bladmossart som beskrevs av Bruce H. Allen 2002. Groutiella reesei ingår i släktet Groutiella och familjen Orthotrichaceae. Inga underarter finns listade i Catalogue of Life.